# Outside of Society
Outside of Society – dziewiąty album produkcyjny polskiego rapera Kartky’ego. Płyta została wydana w nowo założonej przez niego wytwórni OU7SIDE, wcześniej został wydany minialbum Zakazane piosenki. Album wydany został 28 sierpnia 2020 roku wraz z EP-ką Ballady i Romanse. Płyta została zapowiedziana 28 marca 2020 roku wraz z wydaniem singla "Plastikowe kwiaty" z udziałem Gibbsa. Materiał został wyprodukowany przez wielu producentów. Wśród gości na płycie znaleźli się raperzy Oliver Olson, Gibbs i Deys.
Album zadebiutował na 2. miejscu polskiej listy przebojów – OLiS.

## Lista utworów
| Nr  | Tytuł utworu            | Tekst                | Producent         | Długość |
| --- | ----------------------- | -------------------- | ----------------- | ------- |
| 1.  | „mała wojna”            | Kartky               | druid             | 4:43    |
| 2.  | „harlequin vertigo”     | Kartky               | faded dollars     | 5:30    |
| 3.  | „plastikowe kwiaty”     | Kartky, Gibbs        | sergiusz          | 4:55    |
| 4.  | „bajki robotów”         | Kartky, Przyłu       | faded dollars     | 3:40    |
| 5.  | „Ź L I”                 | Kartky               | Leśny & newlight$ | 3:18    |
| 6.  | „CTRL Z”                | Kartky               | Leśny             | 2:54    |
| 7.  | „chłopcy z placu broni” | Kartky               | Leśny, ADZ        | 3:11    |
| 8.  | „all black”             | Kartky               | Leśny             | 2:16    |
| 9.  | „hialuron”              | Kartky               | Clearmind         | 3:03    |
| 10. | „gorzkich snów”         | Kartky, Deys         | Leśny, BarTie     | 4:31    |
| 11. | „ostatni track”         | Kartky, Oliver Olson | Leśny             | 4:07    |
| 12. | „mrok”                  | Kartky               | NoTime            | 4:07    |
| 13. | „budzę się spać”        | Kartky               | ASTRØWILK, Leśny  | 4:42    |
|     |                         |                      |                   | 50:57   |

## Sprzedaż

### Pozycje w notowaniach OLiS
OLiS jest ogólnopolskim notowaniem, tworzonym przez agencję TNS Polska na podstawie sprzedaży albumów muzycznych na nośnikach fizycznych (nie uwzględnia zatem informacji o pobraniach w formacie digital download czy odtworzeniach w serwisach streamingowych).
| Tydzień | 1     | 2     | 3     |
| ------- | ----- | ----- | ----- |
| Pozycja | 2     | 13    | 15    |
| Źródło  | [ 1 ] | [ 3 ] | [ 4 ] |

W notowaniu miesięcznym za sierpień 2020 Outside of Society zajęło 3 miejsce